# Liga 1 de Indonesia 2022-23
La temporada 2022-23 de la Liga 1 de Indonesia fue la 13.ª temporada de la máxima categoría del fútbol en Indonesia desde 2008. Comenzó el 23 de julio de 2022 y finalizará en mayo de 2023.
El club Bali United es el campeón defensor.

## Hechos
La competición de la liga, junto con la Liga 2 y la Liga 3 estuvieron en suspenso después del desastre del estadio Kanjuruhan en el que al menos 133 personas murieron en una estampida provocada por el uso de gases lacrimógenos por parte de la policía entre los aficionados que aún se encontraban en el estadio.
El 8 de octubre de 2022, FIFA recomendó que los partidos se jueguen a más tardar a las 17:00 (WIB) y solo los fines de semana para evitar situaciones de riesgo en algunos partidos.

## Equipos
Dieciocho equipos compiten en la liga: los quince mejores equipos de la temporada anterior y los tres equipos ascendidos de la Liga 2. Los equipos ascendidos son Persis (regresó a la máxima categoría después de catorce años), RANS Nusantara y Dewa United (ambos equipos jugarán en la Liga 1 por primera vez en su historia). Reemplazaron a Persipura, Persela (ambos equipos descendieron por primera vez desde 2008) y Persiraja (descendieron después de solo dos temporadas en el máxima categoría).
| Club             | Ciudad            | Estadio              | Capacidad |
| ---------------- | ----------------- | -------------------- | --------- |
| Arema            | Malang            | Kanjuruhan           | 42 449    |
| Bali United      | Gianyar           | Kapten I Wayan Dipta | 23 000    |
| Barito Putera    | Martapura         | Demang Lehman        | 15 000    |
| Bhayangkara      | Bandar Lampung    | Pahoman              | 15 000    |
| Borneo Samarinda | Samarinda         | Segiri               | 16 000    |
| Dewa United      | Tangerang del Sur | Indomilk Arena       | 15 000    |
| Madura United    | Bandar Lampung    | Sumpah Pemuda        | 25 000    |
| Persebaya        | Surabaya          | Gelora Bung Tomo     | 55 000    |
| Persib           | Bandung           | Si Jalak Harupat     | 27 000    |
| Persija          | Yakarta           | Gelora Bung Karno    | 77 193    |
| Persik           | Kediri            | Brawijaya            | 20 000    |
| Persikabo 1973   | Bogor             | Estadio Pakansari    | 30 000    |
| Persis Solo      | Surakarta         | Estadio Manahan      | 20 000    |
| Persita          | Tangerang         | Benteng Taruna       | 30 000    |
| PSIS             | Semarang          | Citarum              | 7000      |
| PSM              | Makassar          | Andi Mattalata       | 15 000    |
| PSS              | Sleman            | Maguwoharjo          | 31 700    |
| RANS             | Yakarta           | Estadio Pakansari    | 30 000    |

## Desarrollo

### Tabla de posiciones
Actualizado el 16 de abril de 2023.
| Pos. | Equipo           | Pts. | PJ | G  | E  | P  | GF | GC | Dif. | Clasificación o descenso                                 |
| ---- | ---------------- | ---- | -- | -- | -- | -- | -- | -- | ---- | -------------------------------------------------------- |
| 1    | PSM (C)          | 75   | 34 | 22 | 9  | 3  | 63 | 28 | +35  | Play-off clasificatorio a la Liga de Campeones           |
| 2    | Persija          | 66   | 34 | 20 | 6  | 8  | 47 | 27 | +20  | Posible clasificación a la Fase de grupos de la Copa AFC |
| 3    | Persib           | 62   | 34 | 19 | 5  | 10 | 54 | 50 | +4   |                                                          |
| 4    | Borneo Samarinda | 57   | 34 | 16 | 9  | 9  | 64 | 40 | +24  |                                                          |
| 5    | Bali United      | 54   | 34 | 16 | 6  | 12 | 67 | 52 | +15  |                                                          |
| 6    | Persebaya        | 52   | 34 | 15 | 7  | 12 | 52 | 45 | +7   |                                                          |
| 7    | Bhayangkara      | 51   | 34 | 15 | 6  | 13 | 52 | 44 | +8   |                                                          |
| 8    | Madura United    | 51   | 34 | 14 | 9  | 11 | 39 | 36 | +3   |                                                          |
| 9    | Persita          | 47   | 34 | 13 | 8  | 13 | 43 | 46 | −3   |                                                          |
| 10   | Persis           | 44   | 34 | 11 | 11 | 12 | 50 | 47 | +3   |                                                          |
| 11   | Persik           | 44   | 34 | 12 | 8  | 14 | 42 | 43 | −1   |                                                          |
| 12   | Arema            | 42   | 34 | 12 | 6  | 16 | 32 | 40 | −8   |                                                          |
| 13   | PSIS             | 41   | 34 | 12 | 5  | 17 | 44 | 53 | −9   |                                                          |
| 14   | Persikabo 1973   | 41   | 34 | 11 | 8  | 15 | 43 | 48 | −5   |                                                          |
| 15   | Barito Putera    | 38   | 34 | 10 | 8  | 16 | 45 | 56 | −11  |                                                          |
| 16   | PSS              | 34   | 34 | 10 | 4  | 20 | 34 | 57 | −23  |                                                          |
| 17   | Dewa United      | 33   | 34 | 8  | 9  | 17 | 35 | 54 | −19  |                                                          |
| 18   | RANS Nusantara   | 19   | 34 | 3  | 10 | 21 | 40 | 80 | −40  |                                                          |

 Fuente: BRI Liga 1 2022-23
Criterios de clasificación: 1) Puntos; 2) Puntos en partidos directos; 3) Gol diferencia en partidos directos; 4) Goles anotados en partidos directos; 5) Goles de visitante en partidos directos; 6) Gol diferencia; 7) Goles anotados; 8) Puntos Fair-play; 9) Sorteo.
Notas:
1. 1 2  Puntos en partidos directos: Bhayangkara 3, Madura United 3. Diferencia de gol en partidos directos: Bhayangkara +3, Madura United –3.
2. 1 2  Puntos en partidos directos: Persis 6, Persik 0.
3. 1 2  Puntos en partidos directos: PSIS 4, Persikabo 1973 1.

### Resultados
| Local \ Visitante | ARE | BAL | BRT | BHA | BOR | DEW | MDR | PBY | PSB | PSJ | KDR | KBO | SOL | PTA | SMG | PSM | PSS | RNS |
| ----------------- | --- | --- | --- | --- | --- | --- | --- | --- | --- | --- | --- | --- | --- | --- | --- | --- | --- | --- |
| Arema             |     | 1–3 | 1–0 | 0–3 | 0–0 | 0–0 | 0–2 | 2–3 | 1–2 | 0–1 | 2–3 | 3–1 | 2–1 | 2–0 | 2–1 | 0–1 | 0–0 | 4–2 |
| Bali United       | 1–2 |     | 1–2 | 3–0 | 1–3 | 6–0 | 1–1 | 4–0 | 1–1 | 1–0 | 4–0 | 1–2 | 3–1 | 1–1 | 3–2 | 2–2 | 1–2 | 3–2 |
| Barito Putera     | 1–1 | 1–2 |     | 2–0 | 3–1 | 1–1 | 1–2 | 2–1 | 2–1 | 0–1 | 2–2 | 1–1 | 2–3 | 1–0 | 3–0 | 1–1 | 1–2 | 4–1 |
| Bhayangkara       | 1–0 | 3–1 | 1–1 |     | 2–2 | 1–1 | 4–0 | 1–0 | 2–2 | 2–1 | 2–3 | 3–2 | 0–1 | 2–3 | 3–2 | 0–0 | 3–1 | 5–1 |
| Borneo Samarinda  | 3–0 | 5–1 | 0–0 | 1–3 |     | 3–0 | 3–0 | 2–1 | 4–1 | 3–1 | 2–0 | 3–1 | 2–1 | 2–2 | 6–1 | 1–1 | 0–0 | 4–2 |
| Dewa United       | 0–2 | 1–2 | 1–2 | 2–0 | 1–0 |     | 1–1 | 1–2 | 1–1 | 0–1 | 1–3 | 1–3 | 1–1 | 3–2 | 2–1 | 1–1 | 0–0 | 2–2 |
| Madura United     | 1–1 | 1–3 | 8–0 | 1–0 | 0–1 | 1–0 |     | 0–2 | 0–1 | 0–0 | 1–0 | 2–1 | 2–3 | 1–1 | 0–3 | 1–3 | 2–1 | 0–0 |
| Persebaya         | 1–0 | 0–1 | 3–2 | 2–1 | 3–2 | 3–0 | 2–2 |     | 2–2 | 0–1 | 1–1 | 3–2 | 0–0 | 2–0 | 1–0 | 0–1 | 4–2 | 1–2 |
| Persib            | 1–0 | 2–3 | 5–2 | 2–1 | 1–0 | 2–1 | 1–3 | 2–1 |     | 1–0 | 0–2 | 1–4 | 3–1 | 1–0 | 2–1 | 1–2 | 2–0 | 2–1 |
| Persija           | 2–0 | 3–2 | 2–1 | 2–1 | 1–0 | 3–2 | 0–0 | 1–1 | 2–0 |     | 1–1 | 1–0 | 2–1 | 1–0 | 1–0 | 4–2 | 5–0 | 3–1 |
| Persik            | 0–1 | 1–1 | 2–0 | 1–1 | 1–2 | 1–0 | 2–0 | 1–0 | 0–3 | 2–0 |     | 2–0 | 1–3 | 3–1 | 1–2 | 0–0 | 0–2 | 5–1 |
| Persikabo 1973    | 0–1 | 2–1 | 3–1 | 0–1 | 3–2 | 0–2 | 0–2 | 1–0 | 1–1 | 1–1 | 0–0 |     | 2–0 | 1–1 | 0–0 | 0–1 | 2–0 | 1–0 |
| Persis            | 1–1 | 2–0 | 0–0 | 1–3 | 1–1 | 2–3 | 1–0 | 3–3 | 1–2 | 1–0 | 1–0 | 1–1 |     | 1–2 | 0–0 | 1–1 | 4–1 | 6–1 |
| Persita           | 0–1 | 2–3 | 0–3 | 1–0 | 1–1 | 1–0 | 0–1 | 0–5 | 4–0 | 1–0 | 2–0 | 5–3 | 0–0 |     | 1–0 | 0–0 | 2–1 | 4–1 |
| PSIS              | 1–0 | 0–3 | 2–1 | 0–1 | 2–4 | 3–2 | 0–2 | 1–2 | 1–3 | 2–0 | 2–1 | 3–2 | 1–1 | 1–1 |     | 4–0 | 5–2 | 1–1 |
| PSM               | 1–0 | 2–0 | 4–1 | 3–1 | 3–0 | 2–0 | 0–1 | 3–0 | 5–1 | 1–1 | 2–1 | 2–0 | 3–2 | 3–1 | 2–0 |     | 4–0 | 3–1 |
| PSS               | 2–0 | 2–0 | 1–0 | 0–1 | 2–1 | 1–3 | 0–1 | 0–1 | 0–1 | 0–2 | 2–1 | 1–2 | 2–1 | 1–2 | 0–1 | 1–2 |     | 2–0 |
| RANS Nusantara    | 1–2 | 4–4 | 2–1 | 2–1 | 0–0 | 0–1 | 0–0 | 2–2 | 1–3 | 0–3 | 1–1 | 1–1 | 2–3 | 1–2 | 0–1 | 1–2 | 3–3 |     |

## Play-off clasificatorio a la Liga de Campeones de la AFC 2023-24
- Los horarios corresponden al huso horario de Indonesia central (UTC+08:00).

| Ida; 6 de junio de 2023 | Bali United | 1 – 1   | PSM                   | Estadio Kapten I Wayan Dipta, Gianyar                       |                                                             |
| 19:30                   | Irfan 15'   | Reporte | Spasojević 70' (a.g.) | Asistencia: 14 087 espectadores Árbitro(s): Thoriq Alkatiri | Asistencia: 14 087 espectadores Árbitro(s): Thoriq Alkatiri |

| Vuelta; 10 de junio de 2023 | PSM                                            | 1 – 1 (4 – 5 p.)(Global 2 – 2) | Bali United                                          | Estadio Gelora B.J. Habibie, Parepare                   |                                                         |
| 19:30                       | Rizky 83'                                      | Reporte                        | Erwin 52' (a.g.)                                     | Asistencia: 8317 espectadores Árbitro(s): Yudi Nurcahya | Asistencia: 8317 espectadores Árbitro(s): Yudi Nurcahya |
|                             |                                                | Tiros desde el punto penal     |                                                      |                                                         |                                                         |
|                             | - Fernandes - Adilson - Bakri - Raehan - Pluim |                                | - Spasojević - Nouri - R. Fajrin - Abdillah - Rahmat |                                                         |                                                         |